# Ejaculare
Ejacularea este eliminarea lichidului seminal (spermei) prin canalul uretral, fiind însoțită de obicei de orgasm. Ejacularea se produce în urma actului sexual sau a masturbării. Foarte rar, apare din cauza unor boli renale. La adolescenți poate apărea involuntar în somn (poluție).

## Stimulare
Pentru a se ajunge la ejaculare, este necesară excitarea masculului, ce să conducă la starea erectă a penisului, mai rar trecându-se direct la ejaculare. Masturbarea, sexul oral, sexul anal, penetrarea vaginală pot excita penisul pentru a ajunge în faza finală, adică erecția. Majoritatea bărbaților, au orgasm după 5-10 minute de act sexual.

## Actul propriu zis al ejaculării
Ejacularea începe când excitarea penisului a ajuns la maximum. În acel moment, sub comanda sistemului nervos simpatic, lichidul seminal (ce conține spermatozoizi) este expulzat prin uretră, prin contracții ritmice (In jur de 15 la număr) ale musculaturii pelvice. Contracțiile ritmice fac parte din orgasmul masculin. Ele se află sub controlul unor nervi spinali și durează câteva secunde. După momentul în care lichidul seminal iese din uretră, ejacularea nu mai poate fi oprită, continuând ca un reflex involuntar. Mai rar, bărbații experimentează contracții neregulate și suplimentare, la încheierea orgasmului.

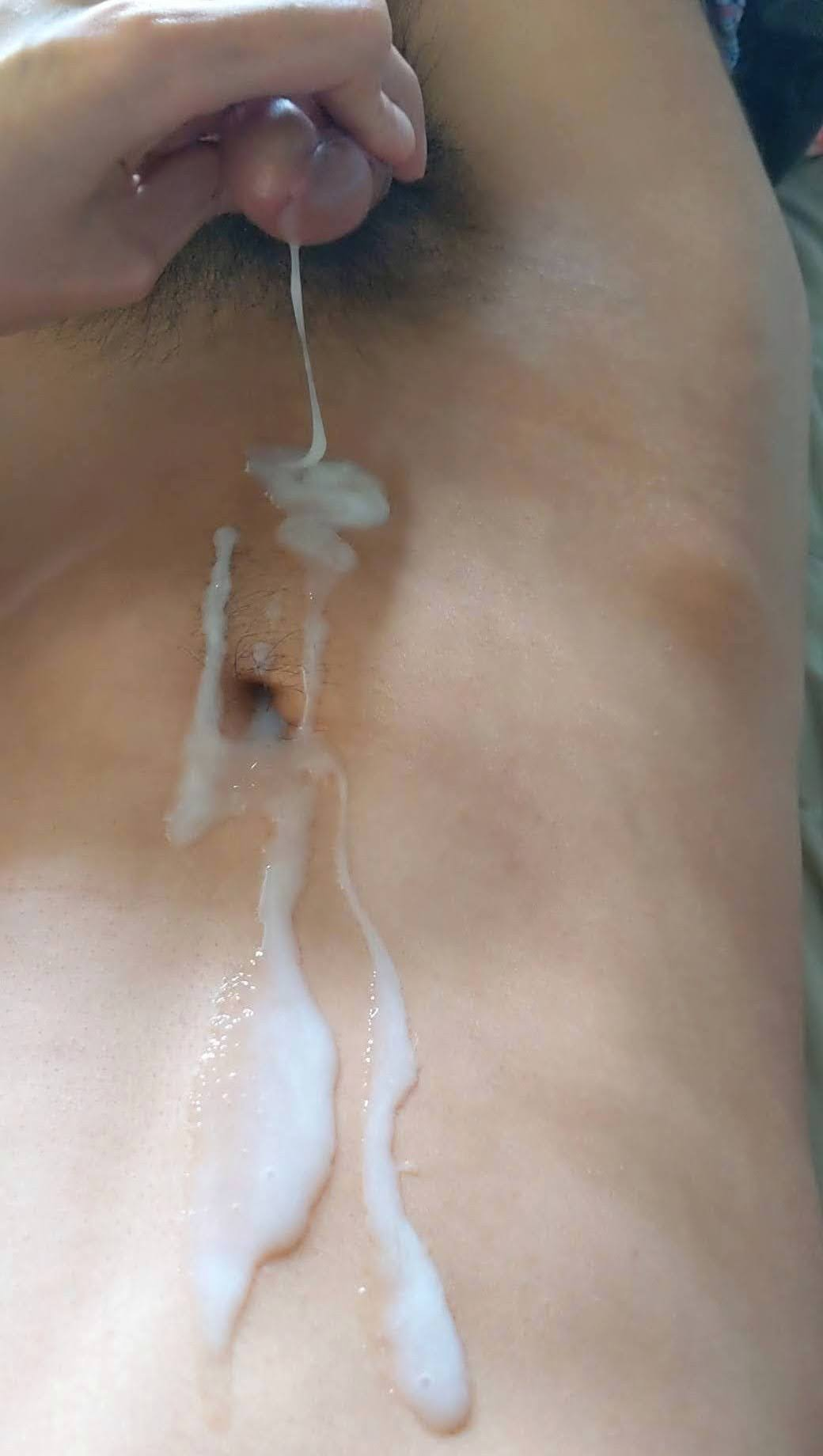
post ejaculare

## Distanță și volum
În stare normală, jetul lichidului seminal ajunge de la 30 cm, la 60 cm. La foarte puțini bărbați, jetul spermatic poate ajunge la 8 picioare.
Cantitatea de lichid seminal ejaculată, diferă de la bărbat la bărbat, încadrându-se între 0,1 ml și 10 ml. În caz contrar, apare hipospermia.

## Dezvoltarea în timpul pubertății
În timpul pubertății, ejacularea trece prin mai multe faze. Acestea sunt reprezentate mai jos printr-un tabel.
| Timpul după prima ejaculare (luni) | Volum (mililitri) | Lichefiere               | Concentrația spermei (millioane spermatozoizi/mililitru) |
| ---------------------------------- | ----------------- | ------------------------ | -------------------------------------------------------- |
| 0                                  | 0.5               | gelatinoasă              | 0                                                        |
| 6                                  | 1.0               | gelatinoasă              | 20                                                       |
| 12                                 | 2.5               | gelatinoasă              | 50                                                       |
| 18                                 | 3.0               | se lichefiază într-o oră | 70                                                       |
| 24                                 | 3.5               | se lichefiază într-o oră | 300                                                      |

## Probleme fiziologice
Cele mai frecvente tulburări ale ejaculării sunt:
1. Anorgasmia, este orgasmul întârziat;
2. Orgasmul uscat, este orgasmul fără ejaculare;
3. Anejacularea, este boala în care nu se poate ejacula (neexistând nici orgasm);
4. Disejacularea, este boala în care ejacularea este dureroasă;
5. Hipospermia, boala în care cantitatea de spermă ejaculată este anormal de mică.